# Dialytheca
Dialytheca es un género con una especies de plantas de flores perteneciente a la familia Menispermaceae. Nativo de Angola. 

## Especies seleccionadas
- Dialytheca gossweileri Exell & Mendonça